# Biwa-bokuboku

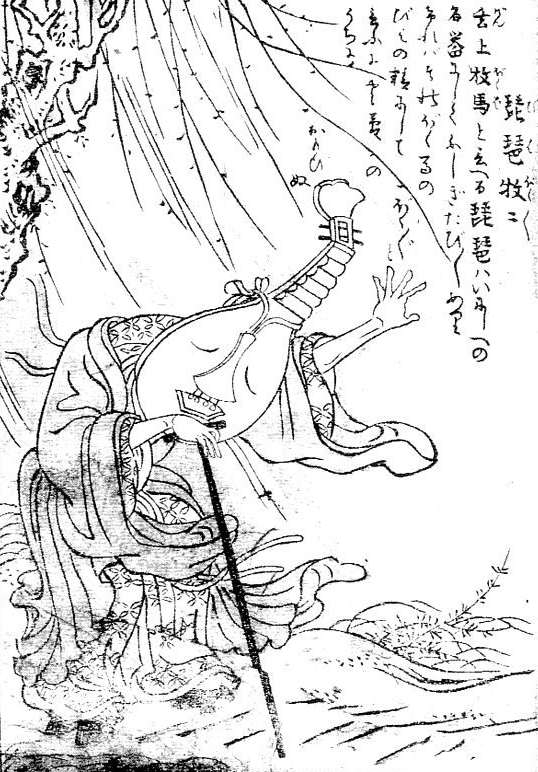
Der Biwa-bokuboku, wie er in Sekiens Gazu Hyakki Tsurezure Bukuro erscheint.

Der Biwa-bokuboku (jap. 琵琶牧々, „Lauten-Goblin“) ist ein fiktives Wesen in der japanischen Folklore und gehört zur Yōkai-Gruppe der Tsukumogami („Artefakt-Geister“). Er soll den Menschen gelegentlich erschrecken, aber sonst völlig harmlos sein.

## Beschreibung
Der Biwa-bokuboku wird meist als Biwa (japanische Laute) mit Menschenkörper beschrieben, er soll oft in einen teuren Kimono gewandet sein. Biwa-bokuboku entwickeln ein Eigenleben, wenn sie ihren „100. Geburtstag“ erreichen. Wurden sie bis dahin vernachlässigt und schlecht gepflegt, verfolgen sie die Hausbewohner und erschrecken sie des Nachts mit absichtlich schief gespielter Musik: Entweder sitzt der Biwa-bokuboku in einem Tatami-Zimmer und beklagt singend und zupfend seine Vernachlässigung durch seinen ehemaligen Besitzer oder er tanzt lärmend durch die Gemächer. Im besten Fall verlassen Biwa-bokuboku, wie andere Musikinstrument-Tsukumogami auch, das Haus und wandern als Straßenmusikanten umher, um für Almosen zu spielen. Andere Biwa-bokuboku suchen weitere Tsukumogami auf und verbünden sich mit ihnen. In manchen Überlieferungen sollen sie gar einen Koto-furunushi wie ein Hündchen an der Leine mitführen.

## Hintergrund
Gestaltungsvorbild war die Biwa, eine traditionelle Kurzhalslaute mit birnenförmigem Klangkörper. Da die Lautenspieler in früheren Zeiten oftmals blind waren, wird auch der Biwa-bokuboku meist mit geschlossenen (sprich: „blinden“) Augen dargestellt.
Eine bekannte Abbildung eines Biwa-bokuboku findet sich in dem Sammelwerk Gazu Hyakki Tsurezure Bukuro (百器徒然袋; 100 Geister im Handgepäck) von Toriyama Sekien aus dem Jahr 1784. Sekien merkt an, dass die Biwa vormals die kaiserlichen Lauten Pipa waren und ursprünglich aus China stammten. Der Biwa-bokuboku sei nach der legendären Biwa Bokuba (牧馬) benannt, von der Überlieferungen der Nara-Zeit berichten, dass nur bestimmte blinde Mönche, die Biwa hōshi, sie spielen durften: es sei eine magische Laute, die von selbst spiele, wenn niemand hinschaut. Ihr Klang soll so schön sein, dass selbst Oni ihrem Spiel verfallen würden. Eine weitere bekannte Abbildung eines Biwa-bokuboku findet sich in dem Sammelwerk Hyakki Yagyō (百器夜行; Nacht-Parade der 100 Dämonen) von Tsukioka Yoshitoshi aus dem Jahr 1865.